# Krita
Krita est un logiciel de peinture numérique et d'animation 2D.  Disponible sous MacOS, Linux et Microsoft Windows, c'est un logiciel libre et gratuit diffusé sous licence GNU.
Contrairement à des logiciels comme Gimp, Affinity Photo ou Photoshop, Krita n'est pas concu pour la retouche de photos.  Il est très apprécié par les artistes et les peintres numériques. 
Krita fait partie de la famille KDE.  Projet à but non-lucratif, son développement est soutenu depuis 2012 par la Fondation Krita.

## Galerie

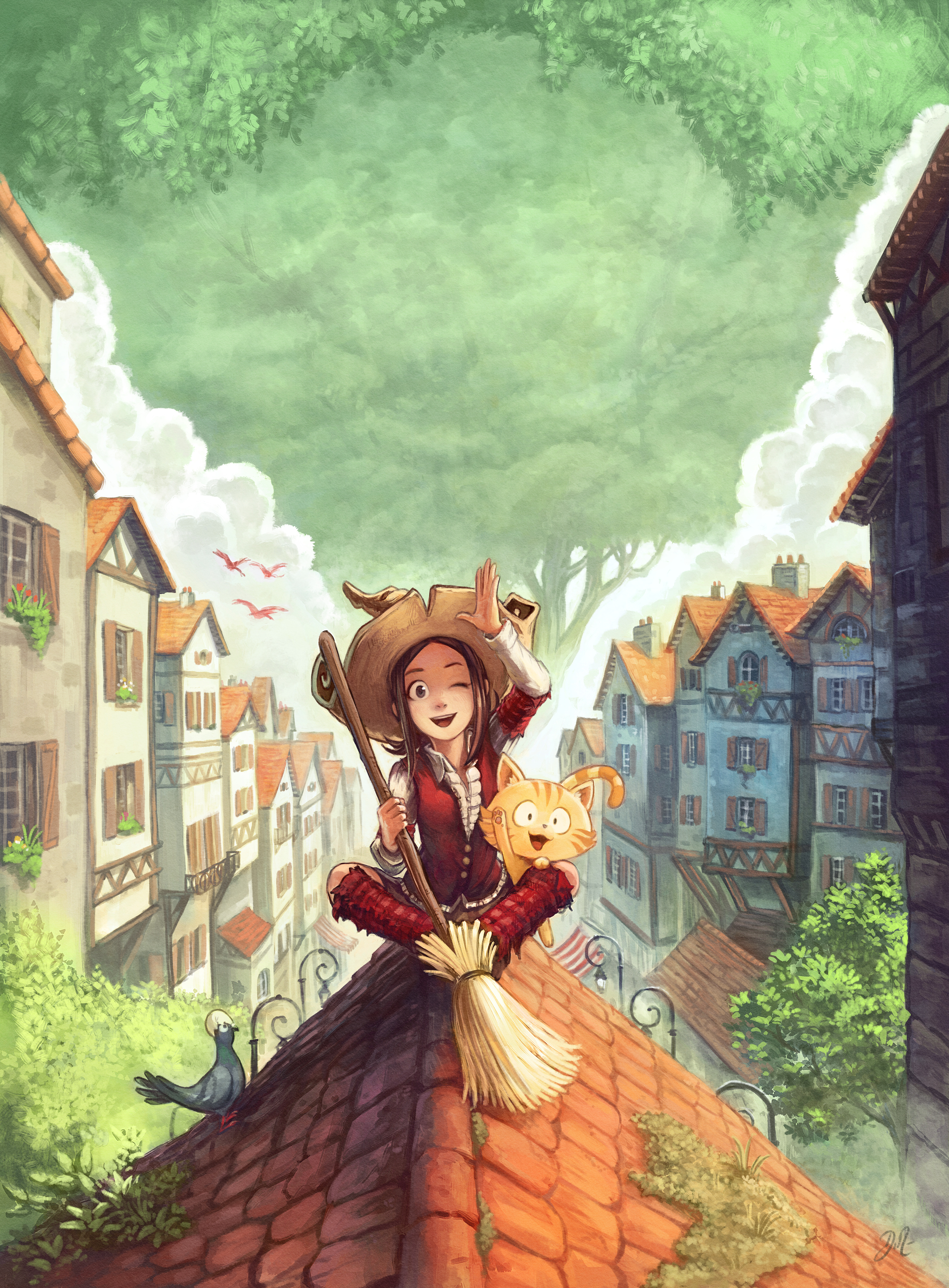
Web comic Pepper&Carrot de David Revoy, dessinée avec Krita
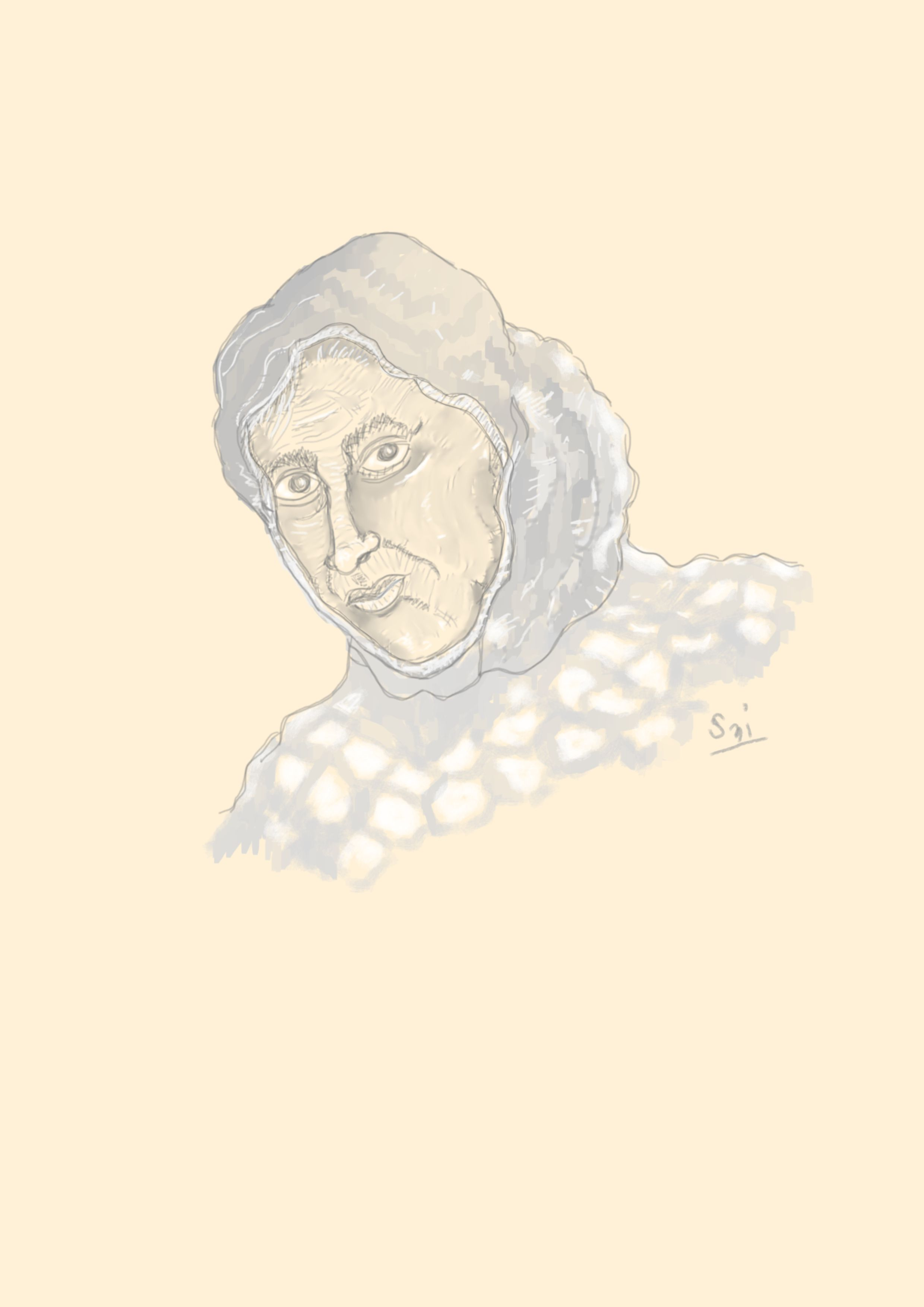
Exemple de portrait réalisé avec Krita
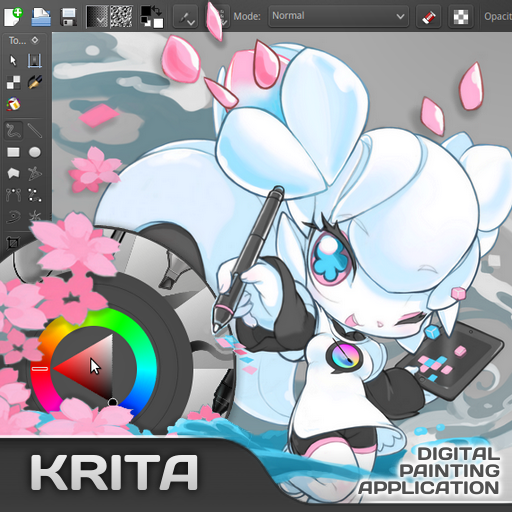
L'image de présentation de Krita dans Steam (février 2014), avec sa mascotte, Kiki, le cyber écureuil.
Copie d'écran de l'interface de Krita 2.8 (2013)
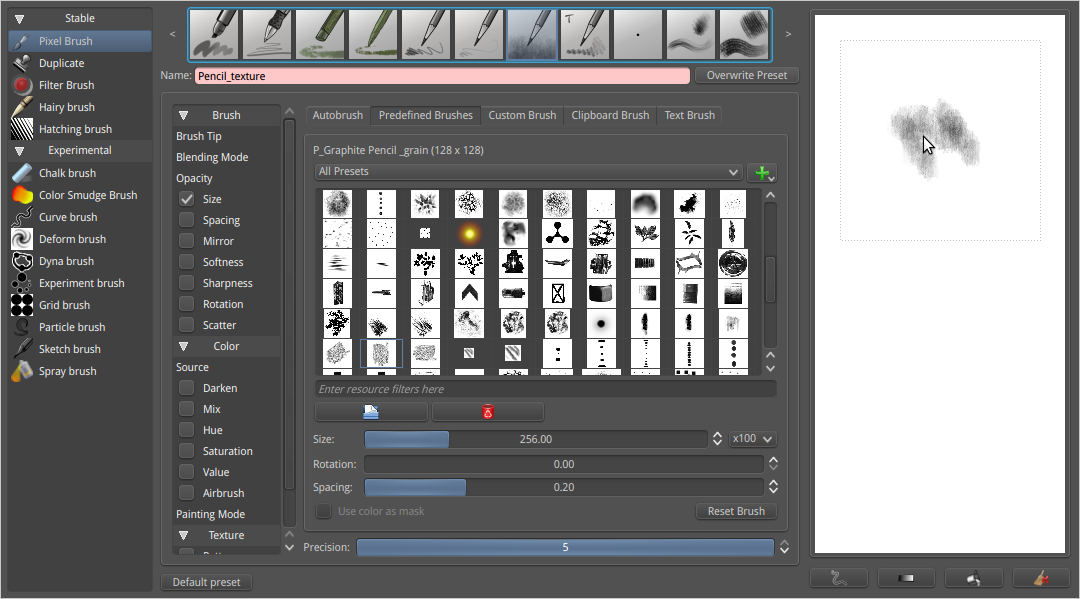
L'éditeur de brosse de Krita.

## Historique

### 2004 - 2017: d'outil KOffice à un logiciel de dessin majeur
Il est distribué pour la première fois en 2004, à l'occasion de la sortie de la version 1.4 de la suite KOffice. Avant les versions officielles, il a porté les noms KImageShop puis Krayon, mais le nom a dû changer pour des considérations d'ordre juridique.
À partir de sa version 1.5, Krita dispose de quelques fonctionnalités que n'avaient alors pas la majorité des logiciels de dessin libres comme GIMP : les modèles de représentation de couleurs L*a*b* et CMJN, des profondeurs de 8, 16 ou 32 bits de couleur. Les développeurs travaillent sur des outils de peinture naturelle, qui imitent la peinture ou le dessin au crayon, ou au pinceau (encre et huile), en simulant même le séchage de la peinture.
Krita 1.5 est complètement intégré à KOffice, ce qui permet (entre autres) d'intégrer des composants de textes KWord dans les images.
La version 1.6 a apporté le support de la perspective (transformation de perspective, grille et clone), des masques de fusion, des outils plus puissants comme l'outil de sélection magnétique, ou de courbes de Bézier, de nombreux nouveaux filtres et un outil d'import de PDF.
Pour la nouvelle version KDE4, sont prévus des outils de peinture naturelle, mais aussi une intégration à Koffice, et de nombreuses optimisations. En plus des possibilités actuelles de création de plugins en Python et en Ruby, et le binding DCOP, Krita 2.0 devrait apporter une interface D-Bus.
Krita intègre en mars 2011, en prévision de la version 2.3, le moteur de brosses de MyPaint, permettant d'avoir des outils adaptés à la peinture numérique,.
En juin 2014, Krita lance une campagne sur Kickstarter qui lui permet de récolter près de 20 000 € de don en vue d'engager un développeur à plein temps sur le projet pour la version 2.9.
En mai 2015 est lancé le projet Krita animation, d'abord sous forme de greffon. La nouvelle campagne de financement 2015, a permis de récolter 31 205 € pour financer son intégration au cœur de l'application. La réflexion autour de son intégration a également permis de mettre en avant d'autres points à améliorer qui devrait apporter un impact positif sur la réactivité du logiciel,,.
La version stable 3.2.0 est sortie le 17 août 2017, elle intègre désormais le greffon G'MIC-qt, l'outil smart patch, et la possibilité de dessiner sur un écran tactile.
La version stable 3.3.0 est sortie le 25 septembre 2017, elle supporte l'API event de Windows 8, permettant ainsi d'y utiliser les stylets des ordinateurs de la gamme Surface et des équivalents de différents constructeurs. Il utilise également désormais ANGLE (logiciel) (en) et Direct3D sous Windows, notamment pour éviter les problèmes du pilote OpenGL pour les processeurs graphiques d'Intel. Différentes simplifications de l'interface ont également permis d'améliorer les performances sur tous les systèmes. La gestion du stylet a également été améliorée sur MacOS X.
Il est utilisé en septembre 2017 à l'université de Cergy-Pontoise dans les cours de peinture numérique.

### Depuis 2018: dessin vectoriel, dessin animé, bande dessinée
La version stable 4.0.0 est sortie le 22 mars 2018. Elle ajoute le support du SVG, améliore les outils vectoriels, ajoute une nouvelle interface pour gérer les textes, la possibilité d'ajouter des scripts Python, les masques de colorisation, la sauvegarde en tâche de fond, une nouvelle palette de couleurs, une amélioration de l'éditeur de brosses, de meilleures performances, de nouvelles brosses, la possibilité d'afficher une grille pour visualiser les pixels ainsi que d'autres améliorations et de nombreux correctifs.
La version stable 4.1 est sortie le 27 juin 2018. Elle apporte un outil de manipulation d'images de références. Pour l'animation 2D, l'ajout de sélection de plusieurs images ou de plusieurs calques pour une image pour y appliquer différentes actions. Et l’amélioration de la ligne de temps permettant de voir l'étalement de la séquence et d'y représenter clairement les images absentes. Une amélioration de la gestion du cache permet pendant la visualisation de l'animation, de passer en cache disque des éléments qui ne seront pas utilisés afin de garder un maximum de mémoire pour le calcul de ce qui est nécessaire à cet affichage. La pipette est améliorée, permettant de mélanger partiellement la couleur prise avec celle déjà sélectionnée, comme on pourrait le faire sur une palette avec un pinceau. Les sessions de travail permettent de conserver la disposition de plusieurs fenêtres, et en particulier sur plusieurs écrans de travail. Les assistants de dessins (sortes de grilles préparatoires) peuvent avoir différentes couleurs et disparaître progressivement. Bien que python 3 soit utilisé par défaut, il est également possible d'utiliser des scripts en python 2, comme ceux de VFX studios. Les brosses sont plus rapides et davantage de formats de fichier de type RAW sont supportés. Améliorations dans la gestion des filtres entre les canaux (cross-channel). Ajout d'un testeur de tablette pour le débogage.
La version stable 4.2 est sortie en mai 2019. Elle apporte notamment une meilleure gestion des tablettes sur les différents systèmes d'exploitation et une gestion améliorée des configurations multi-moniteurs. En plus de la gestion logicielle du HDR depuis 2005, elle supporte maintenant le matériel HDR, et les extensions HDR de PNG. Une vectorisation de la gestion des brosses et un système sans verrou ont permis de décupler les performances du traçage des brosses. Le docker de palettes a été amélioré. Une API en Python a été ajoutée pour la partie animation. Il est maintenant possible de sauvegarder la configuration sous différents noms de fichiers. Un masque de gamut permet de limiter les couleurs visibles à l'écran. La fenêtre de démarrage permet de suivre les nouveautés de Krita sur le fil RSS du site. Le sélecteur artistique de couleur a été amélioré, il comporte davantage d'options. Les déplacements sont à présent intégrés dans l'historique pour pouvoir être annulés. La sélection courante peut être modifiée à la volée. Les affichages de la mémoire consommée et de la vue globale de l'image ont été améliorés. Il est possible de changer la taille des vignettes des calques dynamiquement. Le dessin multi-brosses permet à présent d'afficher plusieurs curseurs. La vitesse du masque de peinture a été améliorée. Il y a maintenant un filtre de seuil pour la netteté des brosses. Il est possible de changer dynamiquement l'origine de la brosse-clone. Un générateur de bruit suivant l'algorithme du simplexe a été ajouté. Des nouveaux modes de mélangeurs (blend mode) ont été ajoutés.
En décembre 2021 est publiée la version 5. Elle apporte un éditeur de storyboard, une nouvelle écriture des outils MyPaint, moteurs des brosses pour les pinceaux et tous les moyens de dessin, et la possibilité d'enregistrer les séances de dessin. Le système d'animation est amélioré. Les dégradés sont plus fluides, avec une gamme plus large.